# 张蔷
张蔷（1967年12月18日—），昵称小怡，生于北京，八十年代中国内地流行音乐代表人物，於16岁出道，其销量达到两千万張，被歌迷誉为“迪斯科女皇”。张蔷是登上美国《时代周刊》的中国娱乐界人物之一（非首位）。

## 简介
1980年代，张蔷成为最早活跃于中国内地流行歌坛的歌手之一。1980年代中期，中国内地流行音乐正處於启蒙时期，张蔷和其他中国歌手一样，以翻唱欧美、日本、港台的流行歌曲为主。诸如《那天晚上》、《爱你在心口难开》、《害羞的女孩》、《好好爱我》、《潇洒地走》、《恼人的秋风》等许多老歌都是经過张蔷的演唱而传遍中国各地。1985年，张蔷发布第一张个人专辑《东京之夜》，在中国内地销量超过百万張，张蔷自此迅速走红。在两年时间内，张蔷发行个人专辑16张，累计销量达2000余万張，创下了中国的销售纪录。张蔷被乐评人金兆钧赞誉为“中国流行音乐84、85代表人物”。
张蔷的声音和演唱风格独具特色，别有韵味，歌曲内容以爱情为主。张蔷出版的29张个人专辑中，极少有民谣、公益歌曲、晚会歌曲。这奠定了张蔷唱片歌手的地位，其唱片拥有大批听众，她也一直坚持走“都市情歌”路线。张蔷出道之后，1980年代以标志性的爆炸头、蝙蝠衫、健美裤的打扮引领着时代潮流。有歌迷准确地将她概括为“城市俗女孩”，从歌声到形象的“俗劲儿”是当时城市青年的时尚典型。她前卫得被当时的主流社会视为“女阿飞”。张蔷回忆自己那时的造型时说：“那时候我妈妈在电影乐团，她经常从资料馆借好多杂志，上面有波姬·小丝、芭芭拉·史翠珊什么的，我们就照那上面来，我最喜欢史翠珊的造型（爆炸头就这么来的）。我妈刚开始用火钳烫，后来学会了用药水卷。”

## 生平

### 唱片之王
张蔷出生于一个音乐家庭，母亲是中国电影乐团的小提琴演奏员。张蔷5岁起，在母亲的指导下学习小提琴、钢琴。1984年，身为北京市海淀区205中学学生的张蔷，和当时许多青少年一样，被流行歌曲迷住。张蔷的母亲给她买了一个松下牌砖头式录音机，张蔷在家用录音机放山口百惠的磁带，做家务、写作业时都会听。每天放学，张蔷便将收音机调到短波，收听韩国电台，经常放一些张蔷不知演唱者是谁的音乐，可能有披头士之类的，张蔷便是从短波中首次听到迈克尔·杰克逊的音乐。1984年，北京市举办了一场歌手大奖赛，16岁的张蔷报名参赛，演唱卡朋特兄妹的《什锦菜》。一排大叔模样的评委对前卫的张蔷说，你这种唱法很好听，但肯定不会被选上。
母亲所在的中国电影乐团的人对母亲说，张蔷18岁再不出来就完了，而且张蔷的唱法不会有人接受，应该到广州的茶座唱。张蔷也希望到广州发展。但有母亲所在乐团的同事说：“云南声像录一批新人的东西，你女儿想不想去试音？”次日，张蔷便来到中央歌舞团编曲林诗泰的家，清唱了一首《伤感的电影》，林诗泰说真不错。几天后，张蔷接到云南音像出版社方面的肯定答复。
1984年底，张蔷的首张翻唱专辑《东京之夜》由云南音像出版社出版。当时张蔷是一位没有名气、首次录制专辑的歌手，出版社起初决定只发行60万盒磁带，不料该专辑推出之后很快脱销，最终出版量达到250万盒。获利丰厚的云南音像出版社遂再次与张蔷合作，推出第二张专辑，专辑封面上的张蔷开始受到更多音像出版社的关注。很多音像出版社派人每天到张蔷家赖着不走，一定要张蔷为他们录制唱片，结果张蔷开始了高速发片。张蔷在踏入歌坛的1985年推出6张专辑，其中的歌曲几乎都是张蔷自己从各种原版磁带上找来的。
张蔷录制第一盘磁带《东京之夜》时，起初约定给她800元报酬，但因为销售旺盛，故最后给她1400元人民币。当时普通人工资每月仅有60元人民币左右，张蔷母亲每月也只能挣六、七十元人民币。后来张蔷一张唱片最高拿到5000元人民币。
从1985年到1987年，张蔷在中国内地歌坛影响巨大。但除发行唱片之外，张蔷被广播、电视、报纸等主流媒体全面封杀。这与当时的环境有直接关系。1986年，郭峰等人在北京的工人体育馆举办的《让世界充满爱》全国百名歌手演唱会，张蔷也未能参加。张蔷的众多歌迷们得不到一丁点关于张蔷的消息，甚至从未在媒体上见过张蔷，只能靠其个人专辑的封面照片来认识这位神秘的歌手。没有师承、不隶属任何单位的张蔷，仍然自顾自地歌唱着，在没有任何宣传的情况下，创出专辑销量奇迹。1986年，美国《时代》周刊将包括张蔷、惠特尼·休斯顿、珍妮佛·拉什、邓丽君等人在内的全世界6位女歌手评为“全球最受欢迎的女歌手”，张蔷位列第六，名次虽未超过邓丽君（第三名）。但当时，张蔷已成为中国大陆唱片销量前三名，在接下来的一年内，她以每月两张唱片的速度出个人专辑，每张专辑的销量都在数百万张。张蔷的成绩至今在中国大陆虽不及邓丽君，但着实让一些歌迷记忆犹新。

### 离开歌坛
1986年时，张蔷早已离开学校，以唱歌作为职业。但自1985年出道后，由于当时中国内地音乐环境尚属落后，张蔷一直没和公司签约，也没有经纪人，没人帮张蔷写歌、宣传，张蔷只是在家坐等唱片公司上门找她录歌。张蔷的成功最初是靠她翻唱歌曲时那独特而极富魅力的嗓音，以及特立独行的打扮。张蔷翻唱的歌许多是她母亲从单位的资料室找来的，当时张蔷听到的大桥纯子、岩崎宏美、Bee Gees，都是当时中国内地市面上没有的。但翻唱并非持久之道。时间一长，张蔷觉得适合翻唱的好听的歌已经不多了。而且张蔷觉得厌烦，厌倦被动，即便当时她录制磁带的报酬非常高。张蔷全身心热爱音乐，对名利则并不热衷。
张蔷回忆当时的状态说：
我觉得老这么翻唱也不是一个路子，最忙的一个月是在中国大剧院，一个月我四张专辑，整个给他们包了，你知道吗，天天都是我的活儿，乐队，我来了，又有乐队我又来了，他们管我叫棚虫。当时好听的歌被我翻得也差不多了，要想找一首好听的歌也非常困难了，出国当时是一种热潮，国外大家都觉得国外是一种好生活，家里来一个亲戚，都愿意他从哪儿来的，都觉得很好奇，都围观人家你知道吗，那会儿。所以我觉得我倒要出去看看，外边是什么样子。
1987年，张蔷在事业鼎盛时期赴澳大利亚留学，同年出版的专辑《潇洒地走》封面印着“告别歌坛绝版带”。随后她结婚并在香港定居。从1988年到1992年，张蔷每年出一张新专辑。此后数年她没有新专辑问世。

### 重返歌坛
1996年张蔷离婚后返回北京，推出第一张摇滚风格的专辑。1997年，张蔷推出专辑《习惯寂寞》。这两张专辑收录了张蔷个人创作的10首作品，标志着张蔷开始成为创作歌手。
2000年，张蔷作为中国内地流行音乐史上不可或缺的人物，应邀参加了中国中央电视台《同一首歌》第一期，演唱了歌曲《爱你在心口难开》。这是她首次在电视晚会上演唱歌曲。
2001年，张蔷签约普罗之声，随后正式宣布复出，并发布了她复出之后的第一张作品集《尽情飞扬》；张蔷作词作曲的主打曲目《尽情飞扬》、《秋天的玫瑰》迅速出现在中国内地各大排行榜首位。2002年12月，张蔷的专辑《冬天的咖啡》全面发行。
2006年，张蔷发布了第30张专辑《我希望在你的爱情里》，该专辑没有上市发行。因为录歌时，张蔷便怀上女儿，生了女儿之后更没精力去搞发行。这张专辑是张蔷自己投资十几万元人民币出的。
2008年1月12日，张蔷在北京的北展剧场举办了了生平第一次个人演唱会——80.08超“蔷”绽放张蔷北京演唱会。张蔷从1980年代迪斯科串烧一直唱到新专辑中的欧洲舞曲，共30余首歌，将柔媚的女中音与金属似的“蔷式”高音表现得淋漓尽致。由于是首次开个人演唱会，张蔷十分缺乏经验，在台上只管埋头唱歌，再三说“谢谢歌迷”，甚至还问乐队“下一首歌是哪首”，其他话很少，肢体动作不多，显得特别质朴。一位从没有见过张蔷的资深歌迷说：“她歌声中流露出来的潇洒、当年磁带封面爆炸头的打扮，让我总以为她是一个个性特别张扬的辣妹。但今天在舞台上看到的，除了打扮还是那么亮丽、性感外，却怎么看怎么像一个举止文静甚至有些害羞的女孩。”
此次个人演唱会后，张蔷在接受记者采访时说：
20多年来，我已录制了30张专辑，而且嗓音几乎和好多年前没什么变化，这方面我对自己非常自信，但说到舞台经验，确实少得可怜。大概是当初我的形象比较‘出位’，声音又比较恣意的缘故吧，不知惹恼了谁，乐坛几乎全面将我封杀，什么演唱会呀、电视台呀，根本不可能上。除了录音棚为喜欢我的歌迷录制专辑外，我很难出现在公众面前，甚至很多我的歌迷到现在都只是通过磁带封面认识我，还不知道生活中的我到底长啥样。
2011年6月4日，张蔷在北京的保利剧院举办了出道27年来的第二场演唱会——“醉蔷音”张蔷金曲2011北京演唱会。张蔷在演唱会举办前夕表示，这次最想唱的歌是《请你把握》，这是翻唱1983年凤飞飞的歌，但将歌名《好好把握》改为了《请你把握》。举办这次北京个人演唱会时，张蔷处於没有经纪人、没签公司的状态，如果不是投资方为她找宣传，她自己也都没有任何宣传。
2013年，张蔷签约摩登天空。同年，她携手新裤子乐队首次登上草莓音乐节舞台，2013年4月29日在北京、4月30日在上海演出。2013年年末与新裤子乐队合作推出专辑《别再问我什么是迪斯科》。
2022年，参加乘风破浪的姐姐第三季。

## 作品
张蔷的个人专辑有：
1. 《东京之夜》（云南音像出版社，1985年）
2. 《害羞的女孩》（云南音像出版社，1985年）
3. 《青春多美妙》（中国北光声像艺术公司，1985年）
4. 《相思河畔》（中国旅游声像出版公司，1985年）
5. 《雨夜东京》 （长白山音像出版社，1985年）
6. 《星期六·请留下来》（四川音像出版社/北京音像出版公司，1986年）
7. 《那天晚上》（山西音像出版社，1986年）
8. 《希望在明天》（内蒙古音像出版社，1986年）
9. 《美丽的一天》（云南音像出版社，1986年）
10. 《再来一次春天》（山西音像出版社，1986年）
11. 《淘气女孩》（齐鲁音像出版社，1986年）
12. 《飞向你》（山西音像出版社，1986年）
13. 《午夜街头》（内蒙古音像出版社，1986年）
14. 《金色梦幻》（北国音像出版社，1986年）
15. 《尽情欢乐》（四川音像出版社，1986年）
16. 《大联唱》（齐鲁音像出版社，1986年）
17. 《潇洒地走》（广西民族声像艺术公司，1987年）
18. 《爱你永远》（中国旅游声像出版社，1987年）
19. 《成名金曲》（云南音像出版社，1987年）
20. 《成名金曲OK2》（云南音像出版社，1988年）
21. 《来自澳洲的张蔷》（齐鲁音像出版社，1988年）
22. 《金曲女皇》（中国广播电视出版社，1989年）
23. 《唱不完的歌》（中国旅游声像出版社，1990年）
24. 《珍重我的爱》（延边音像出版社，1991年）
25. 《弯弯的月亮》（北京电影制片厂录音录像公司，1992年）
26. 《尽情摇摆》（山西音像出版社，1996年）
27. 《习惯寂寞》（中华文艺音像联合出版社，1997年）
28. 《尽情飞扬》（中新音像出版社/普罗之声制作，2001年）
29. 《冬天的咖啡》（中国青少年音像出版社，2002年）
30. 《我希望在你的爱情里》（2006年）
31. 《别再问我什么是迪斯科》（摩登天空，2013年）

## 家庭
张蔷先后两度结婚，是两个孩子的母亲。
- 第一任丈夫：周华，香港人。张蔷19岁与他结婚，20岁生下儿子。1987年，19岁的张蔷赴澳大利亚留学，随后结婚并定居香港。结婚前，张蔷已怀有身孕，为了孩子，张蔷才正式结婚。当家庭主妇10年之后，丈夫外遇并提出离婚，1996年双方离婚后，张蔷返回北京。[5]

结婚以前，张蔷话很多，爱大笑，结婚之后便被丈夫压制，此后变得淑女，还有些害羞。
- 儿子：约生于1988年。父母离婚时，儿子8岁。2011年22岁。热爱音乐，喜欢打碟。在张蔷2011年北京演唱会上，中场休息之后，张蔷登台表演两首自己的创作歌曲，儿子为这两首歌打碟。[5]

- 第二任丈夫：山东青岛人，当兵出身，在北京生活20余年。他比张蔷年纪小1个多月，和张蔷一样也是离婚人士。他有自己的公司，是做生意的人。2004年，张蔷有一天和一位弹钢琴的朋友吃饭，碰见了他，聊了几句便坐到一桌。二人认识8个月之后，便领取了结婚证。领完结婚证当天，张蔷正巧在感冒，便去医院检查，结果发现怀上了孩子，这便是张蔷的女儿。当天晚上，夫妻二人去吃意大利菜，边吃意大利面，边碰杯说“祝你长寿”。后来他们也没再办婚礼。张蔷再婚的时间大约是2004年，当时儿子已经16岁了。[5]

- 女儿：约生于2005年。2011年5岁。[5]39岁时，张蔷顺产生下女儿。女儿出生后从医院抱回家时，是张蔷的儿子抱回来的。[5]

## 延伸阅读
- 魏湘涛，当代青年歌星——张蔷，春风文艺出版社，1990年